# Olivier Kaufmann
Pour les articles homonymes, voir Kaufman.
Olivier Kaufmann,, né en 1967, est un rabbin français nommé le 15 janvier 2013 directeur du Séminaire israélite de France (SIF) à Paris.

## Éléments biographiques
Olivier Kaufmann est né 13 mars 1967. Il est un petit-fils du grand-rabbin Henri Schilli, directeur du Séminaire israélite de France (SIF), à Paris, de 1951 à 1977.
Olivier Kaufmann est actif dans le mouvement de jeunesse Bneï-Akiva. Il fait ses études rabbiniques au SIF. Il est titulaire d'une maîtrise en droit et d'un DEA.
Il est rabbin de la Synagogue de la place des Vosges, depuis 2002. Il est aumônier des hôpitaux.
Le 15 janvier 2013, il est nommé directeur du Séminaire Israélite de France par Gilles Bernheim, grand-rabbin de France, et par Joël Mergui, président du Consistoire, en remplacement du rabbin Michel Gugenheim, nommé grand-rabbin de Paris.
Le 11 avril il est nommé, aux côtés du rabbin Michel Gugenheim, Grand-rabbin de France par intérim à la démission forcée du rabbin Gilles Bernheim.

## Candidat au poste deGrand-rabbin de Franceen 2014
À l'élection du 22 juin 2014, pour le poste de Grand-rabbin de France, Olivier Kaufmann est un des dix candidats. Les neuf autres candidats sont: Raphaël Banon, Laurent Berros, Bruno Fiszon, Elie Elkiess, Haïm Korsia, Yoni Krief, Meïr Malka, Alain Sénior et David Shoushana,.
Avant l'élection, Bruno Fiszon retire sa candidature et la liste des candidats se réduit à neuf.
À l'élection du 22 juin 2014, Haïm Korsia est élu Grand Rabbin de France, au 2e tour, avec 131 voix contre 97 pour Olivier Kaufmann,. Au moment de l'élection, il ne reste plus que 6 candidats sur les 10 originaux, Laurent Berros, Olivier Kaufmann, Haïm Korsia, Meir Malka, Alain Sénior et David Shoushana.